# Плоско-Забугское
Пло́ско-Забу́гское (укр. Плоско-Забузьке) — село в Ольшанской поселковой общине Голованевского района Кировоградской области Украины.
До 2020 года входило в Ольшанский район
Население по переписи 2001 года составляло 627 человек. Почтовый индекс — 26610. Телефонный код — 5250. Код КОАТУУ — 3524383001.